# Peroryctes
Peroryctes é um gênero marsupial da família Peramelidae. Pode ser encontrado em Nova Guiné e na ilha adjacente de Japen.

## Espécies
- Peroryctes broadbenti (Ramsay, 1879) - Bandicoot-gigante
- Peroryctes raffrayana (Milne-Edwards, 1878) - Bandicoot-de-raffray